# Ourococcus eucalypti
Ourococcus eucalypti är en insektsart som beskrevs av Fuller 1897. Ourococcus eucalypti ingår i släktet Ourococcus och familjen filtsköldlöss. Inga underarter finns listade i Catalogue of Life.